# Molinghem
Molinghem est une ancienne commune du Pas-de-Calais rattachée à Isbergues depuis 1996, ayant également le statut de commune associée.

## Toponymie
Toponyme composé d'un nom de personne germanique suivi du suffixe -ing/-ingen + heim. 

Anciens noms: Mallingem (1066), Mallingehem (1119), Mallinkehen (1120), Maldenghiem (1187).

## Histoire
Le 20 juin 1645, sont données à Saragosse, des lettres érigeant en marquisat (titre de marquis) de la terre de Molinghem, tenue du château d'Aire (Aire-sur-la-Lys) au profit de Ghislain de Brias (famille de Bryas), chevalier de l'ordre de Calatrava, membre du conseil suprême de guerre, capitaine général de la cavalerie légère de l'armée du Portugal. Il s'est signalé dans le métier de la guerre, en maintes circonstances, tant en Allemagne, en Gueldre dans les Pays-Bas qu'en Espagne, en Castille, en Estramadure, en Aragon et en Portugal.
Inghelbert Frédéric de Bryas est en 1671, marquis de Molinghem et possesseur d'un fief de 182 mesures (environ 86 hectares) dans la châtellenie de Bourbourg.
À côté de cette seigneurie principale, il existait au moins une autre seigneurie de Molinghem.
Vers 1650, Hubert François du Hot, fils de Hubert, seigneur du Faux, bourgeois de Lille, receveur des États, et de Marie Delaporte, est seigneur de Molinghem, du Faux et bourgeois de Lille. Il a épousé Marguerite Gilles, fille de Maximilien et de Catherine du Bus. Leur fils Charles du Hot (1670-1699), chevalier, seigneur de Molinghem, né à Lille en janvier 1670 (baptisé le 25 janvier 1670), est nommé trésorier de France le 6 février 1693. Il meurt sans alliances à Lille le 9 juin 1699,.
Jean de Flahaut, seigneur de Molinghem, capitaine réformé au régiment de Monseigneur le Dauphin reçoit le 23 décembre 1683 que soit prononcée en sa faveur une sentence de noblesse.
Le 1er janvier 1996, la commune de Molinghem est rattachée à celle d'Isbergues sous le régime de la fusion-association.

## Héraldique
|  | Les armes de la ville se blasonnent ainsi : d’argent à la fasce de sable ordonnée de trois cormorans du même rangés en chef. |

## Politique et administration
| Période                                  | Période  | Identité              | Étiquette | Qualité |
| ---------------------------------------- | -------- | --------------------- | --------- | ------- |
| ?                                        | 2014     | Claude Mercier        |           |         |
| 2014                                     | 2020     | Jean Bodlet           |           |         |
| 2020                                     | En cours | Marie-Paule Clarebout |           |         |
| Les données manquantes sont à compléter. |          |                       |           |         |

## Démographie
| 1793 | 1800 | 1806 | 1821 | 1831 | 1836 | 1841 | 1846 | 1851 |
| ---- | ---- | ---- | ---- | ---- | ---- | ---- | ---- | ---- |
| 481  | 409  | 509  | 642  | 670  | 663  | 633  | 637  | 658  |

| 1856 | 1861 | 1866 | 1872 | 1876 | 1881 | 1886 | 1891 | 1896  |
| ---- | ---- | ---- | ---- | ---- | ---- | ---- | ---- | ----- |
| 643  | 689  | 721  | 704  | 695  | 751  | 875  | 901  | 1 010 |

| 1901  | 1906  | 1911  | 1921  | 1926  | 1931  | 1936  | 1946  | 1954  |
| ----- | ----- | ----- | ----- | ----- | ----- | ----- | ----- | ----- |
| 1 170 | 1 228 | 1 299 | 2 450 | 2 616 | 2 529 | 2 684 | 2 832 | 3 309 |

| 1962  | 1968  | 1975  | 1982  | 1990  | 2006  | 2008  | 2013  | 2017  |
| ----- | ----- | ----- | ----- | ----- | ----- | ----- | ----- | ----- |
| 3 630 | 3 737 | 3 733 | 3 418 | 3 187 | 3 021 | 2 986 | 2 892 | 2 902 |

## Culture locale et patrimoine

### Lieux et monuments
- L'église Saint-Maurice dans le centre ancien du village.
- L'église Saint-Éloi, petite église plus récente du quartier de la gare.

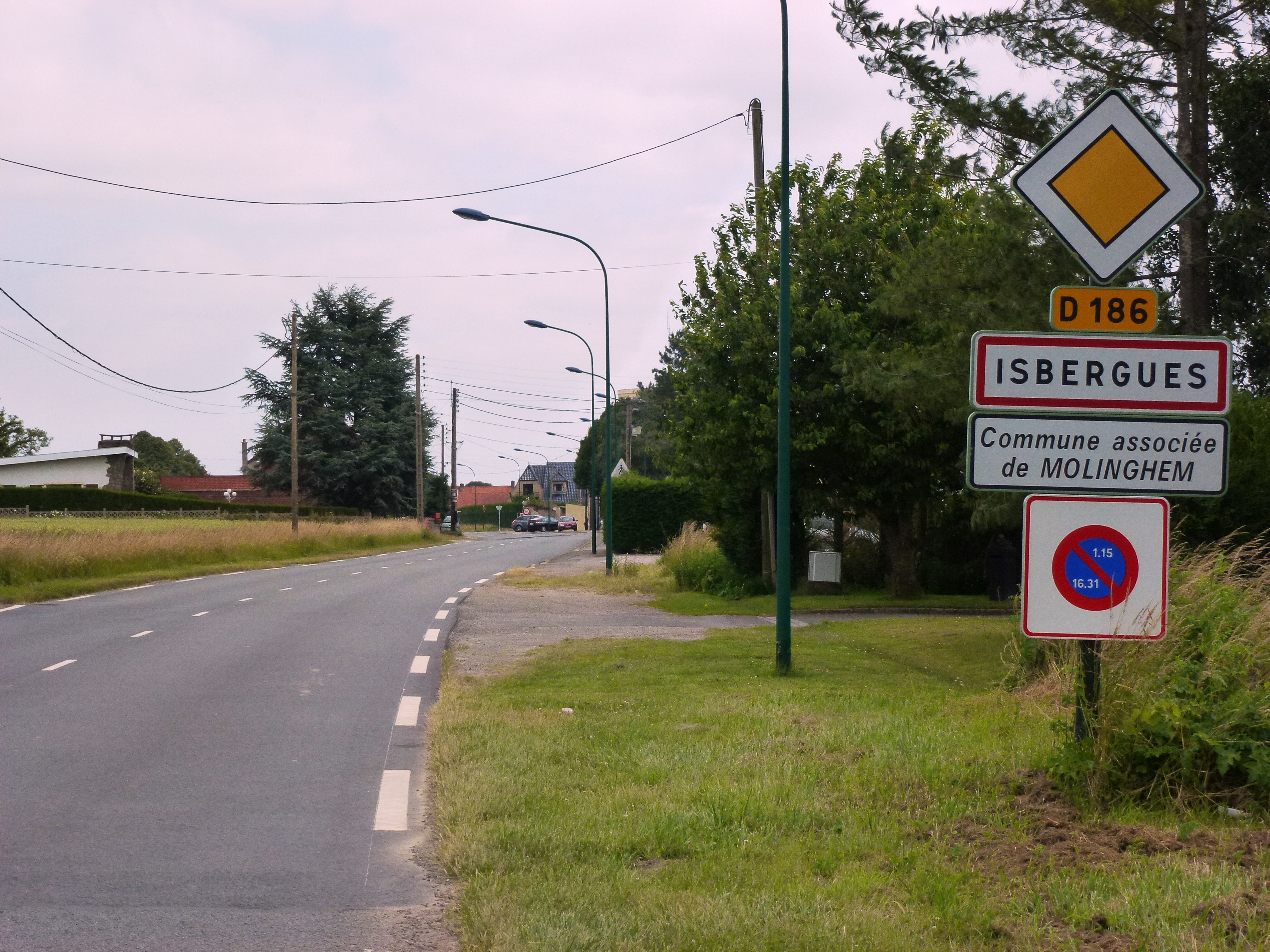
À l'entrée de la commune.
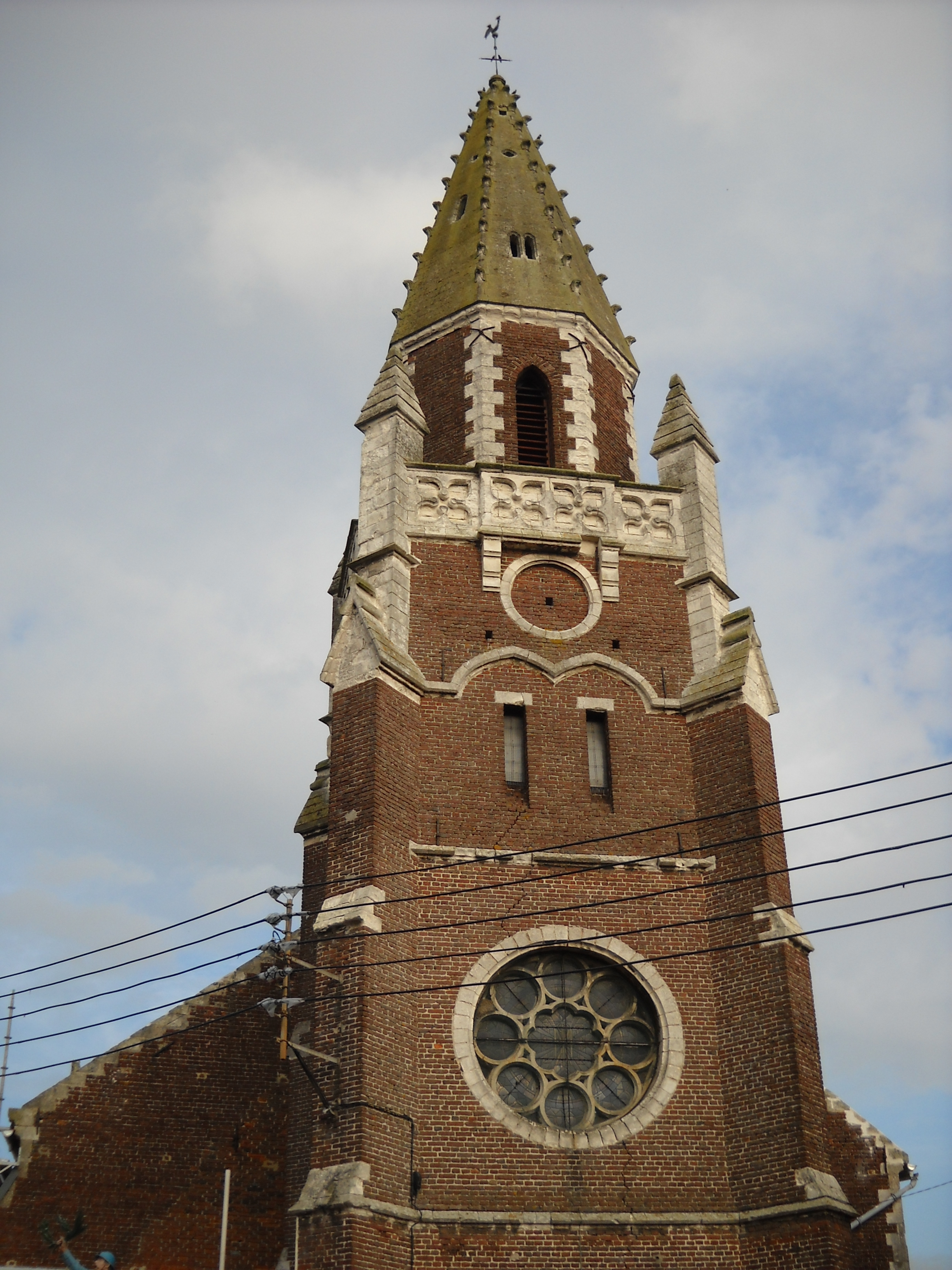
L'Église.
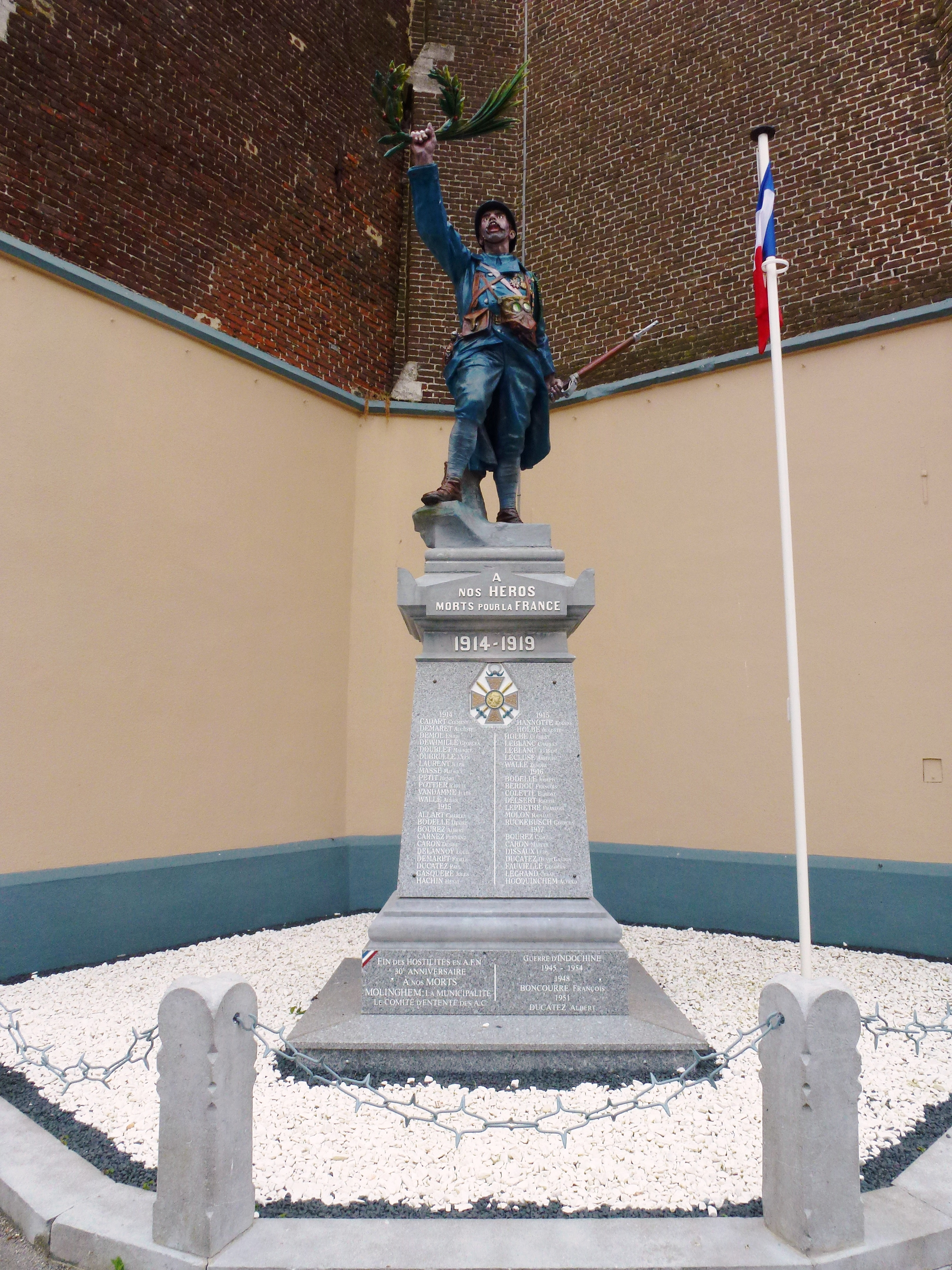
Monument aux morts communal.
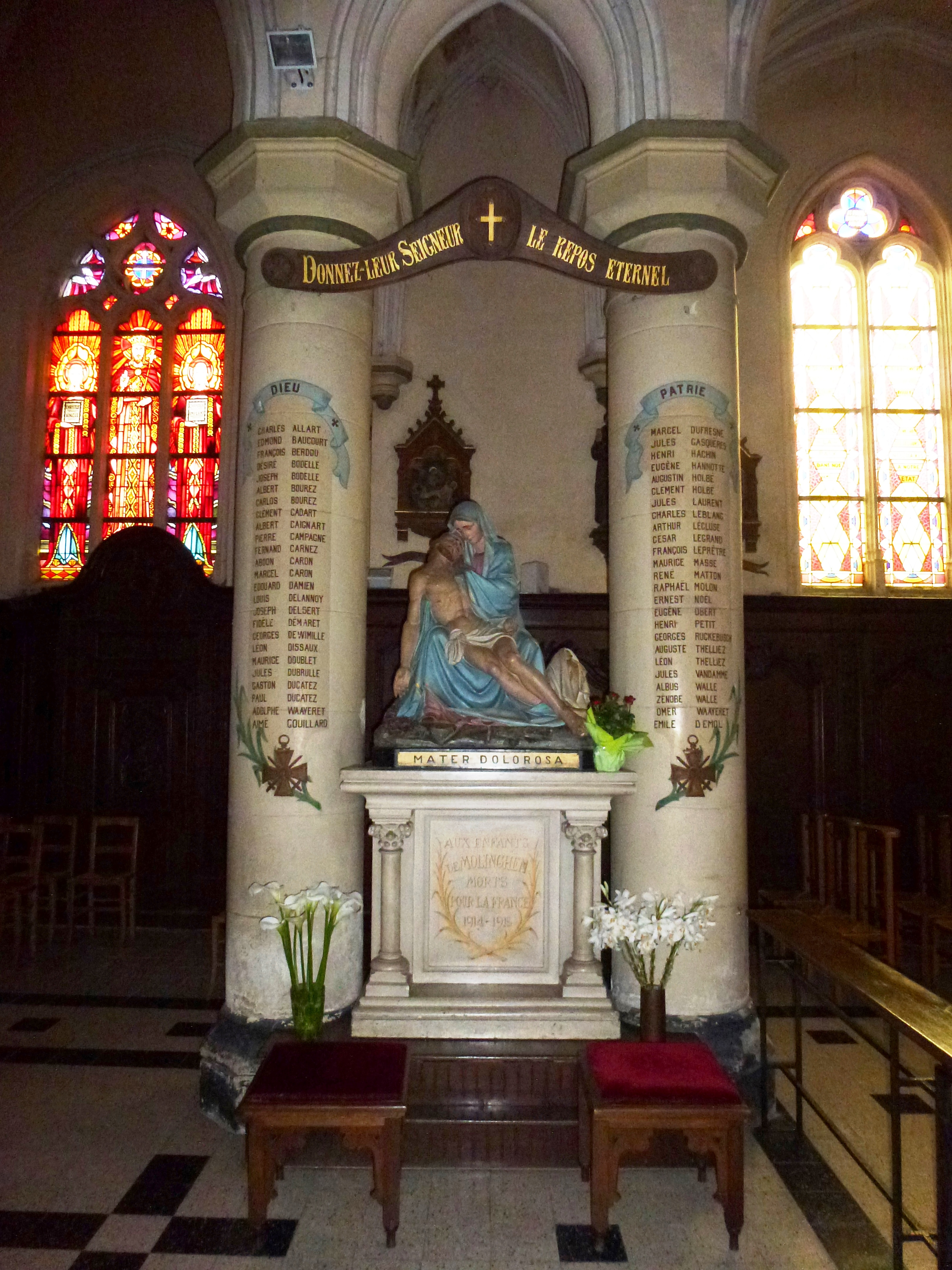
Église Saint-Maurice : monument aux morts.